# Tandemer
Tandemer wurde von der Lebenshilfe Nordrhein-Westfalen während der Fußballweltmeisterschaft der Menschen mit Behinderung 2006 geprägt und bezeichnet eine besondere Form des „Bürgerschaftlichen Engagements“. Menschen mit und ohne Behinderung unterstützen sich gegenseitig bei der Durchführung von unterschiedlichen Projekten. Ziel ist es, partnerschaftlich und unter Einsatz der jeweiligen Fähigkeiten Aufgaben gemeinsam zu lösen; sie bilden ein Tandem.

## Hintergrund
Im Rahmen der Fußballweltmeisterschaft für Menschen mit (geistiger) Behinderung 2006 in Deutschland wurde von der Lebenshilfe NRW ein neuartiges Ehrenamtsmodell eingeführt. Dabei engagierten sich
Menschen mit und ohne geistige Behinderung gemeinsam, um bei der Durchführung der Veranstaltung zu helfen. So wurden Tandems u. a. als Platzzuweiser in den Stadien oder Kartenabreißer eingesetzt. Ziel war der Abbau von Vorurteilen und Berührungsängsten.
2009 wurde der Begriff Tandemers in den deutschen Duden aufgenommen. Ein „Tan/de/mer“ ist darin als „Sozialarbeiter, der gemeinsam mit einem behinderten Menschen eine Übung, z. B. im Sport ausübt“ beschrieben.
Das Tandem-Modell ist sehr personenbezogen. Sympathie und gemeinsame Interessen spielen dabei eine große Rolle. Doch sind Tandem-Partner keineswegs dauerhaft aneinander gebunden. Sie finden sich oft nur zu bestimmten Projekten zusammen.